# Knipowitschia ephesi
Knipowitschia ephesi är en fiskart som beskrevs av Ahnelt, 1995. Knipowitschia ephesi ingår i släktet Knipowitschia och familjen smörbultsfiskar. IUCN kategoriserar arten globalt som akut hotad. Inga underarter finns listade i Catalogue of Life.